# Johann Jakob Hottinger (Historiker)
Johann Jakob Hottinger (* 18. Mai 1783 in Zürich; † 17. Mai 1860 in Zürich) war ein Schweizer Schriftsteller und Historiker.

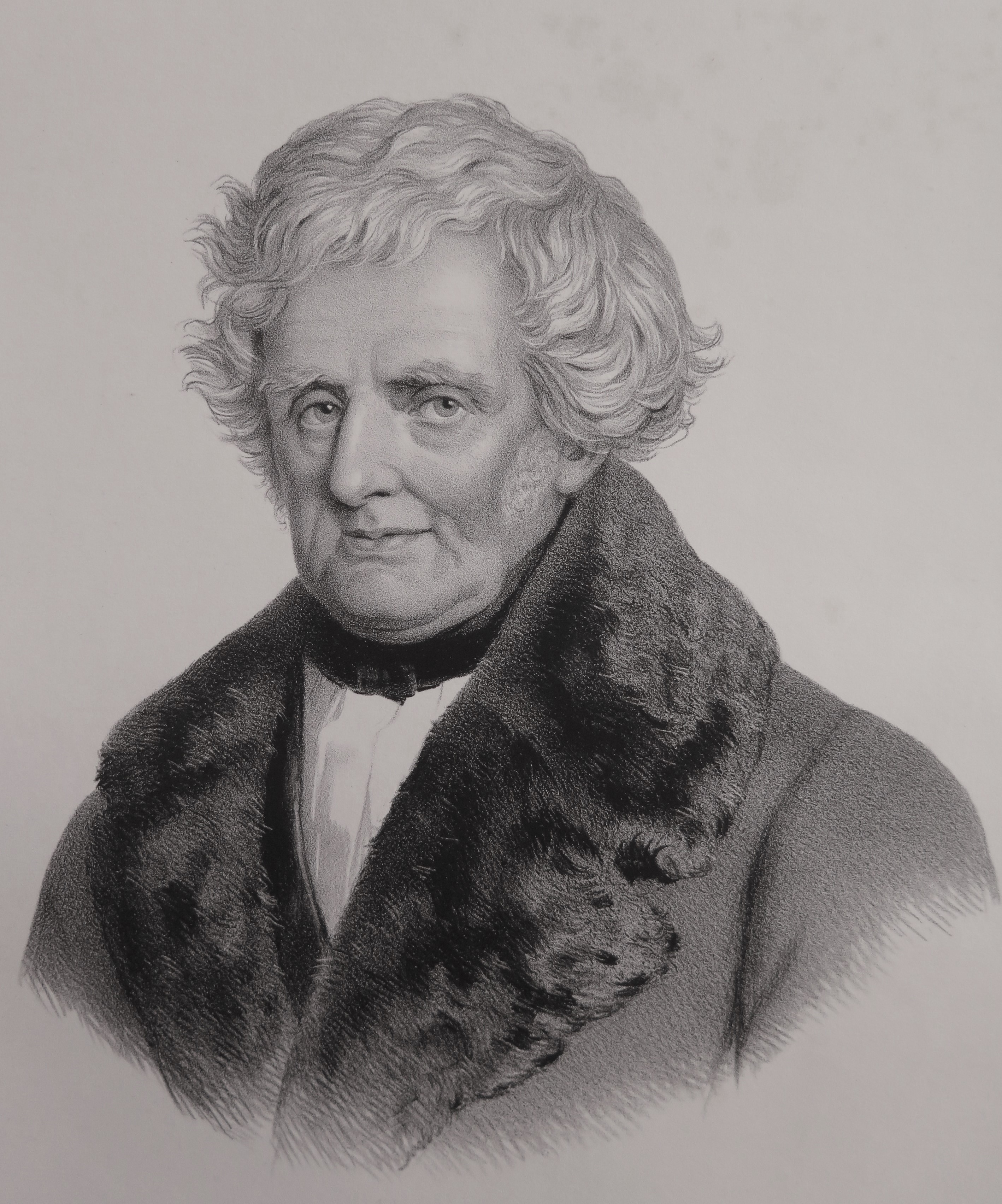
Johann Jakob Hottinger (Historiker)

Hottinger studierte Theologie in Zürich und Leipzig und bekleidete eine Lehrerstelle an der Töchterschule, hierauf eine Professur an der Kunstschule seiner Vaterstadt.
Als Erziehungsrat, Mitglied des Grossen Rats und Regierungsrats machte er sich besonders um das Schulwesen verdient. Später ward er ausserordentlicher, 1844 ordentlicher Professor der Geschichte an der Universität. 1834 wurde ihm bereits die Ehrendoktorwürde verliehen. Er ist 1813 in die Freimaurerloge Modestia cum libertate in Zürich aufgenommen worden.
Nach dem Tod Robert Glutz von Blotzheims setzte er Johannes von Müllers Der Geschichten Schweizerischer Eidgenossenschaft mit dem Untertitel: Geschichte der Eidgenossen während der Zeiten der Kirchentrennung – Erste und zweyte Abtheilung (sechster und siebenter Band, Zürich 1825 und 1829) fort.
Er schrieb auch:
- Huldreich Zwingli und seine Zeit (Zürich 1842),
- Vorlesungen über die Geschichte des Untergangs der Eidgenossenschaft der dreizehn Orte (Zürich 1844),
- Johann Konrad Escher von der Linth (Zürich 1852),
- Neuenburg in seinen geschichtlichen und Rechts-Verhältnissen zu der Schweiz und zu Preussen (Zürich 1853) e-periodica

und vollendete Johann Kaspar Bluntschlis
- Geschichte der Republik Zürich (Band 3, Zürich 1856).

Ausserdem redigierte er die Schweizer Monatschronik und gab mit Vögeli Heinrich Bullingers Reformationsgeschichte (1840, 3 Bde.), mit Escher das Archiv für Schweizer Geschichte und Landeskunde (Zürich 1827–1829, 3 Bde.) und mit Wackernagel und Gerlach ein Schweizerisches Museum für historische Wissenschaften (1837–1839, 3 Bde.) heraus.